# 珲春站
琿春站（：／ Hunchunnyŏk */?，羅馬化：Zheleznodorozhnyy vokzal g. Khun'chun'）是位于中华人民共和国吉林省延边朝鲜族自治州珲春市的一个铁路车站，於2015年9月20日啟用。車站距离长春站471公里，由中国铁路沈阳局集团延吉车务段管辖。琿春站曾是中國最東端的高鐵站，亦是长珲城际铁路的終點站。

## 車站設計

### 站房
- 夜间站房
- 候车室
- 候车室俯瞰
- 站台

### 站场
| 3站台    | 长珲客运专线 往长春方向（图们北站） |
| 岛式站台 |                                     |
| 2站台    | 长珲客运专线 往长春方向（图们北站） |
| 1站台    | 长珲客运专线 往长春方向（图们北站） |
| 侧式站台 |                                     |
| 站房     | 售票处、候车室、出站口              |